# Ryszard Olesiński (aktor)
Ryszard Olesiński (ur. 1954) – polski aktor dubbingowy, plastyk ruchu scenicznego, pedagog. 

## Życiorys
W 1976 ukończył studia na Wydziale Aktorskim PWST w Warszawie. W latach 1976–1983 występował w Teatrze Współczesnym w Warszawie. Współpracował z teatrami Białegostoku, Bielska-Białej, Elbląga, Koszalina, Lublina, Łodzi, Szczecina i Warszawy jako autor ruchu scenicznego i układów pojedynków.
Jest wykładowcą plastyki ruchu i rezonansu głosowego w Akademii Teatralnej w Warszawie. W 2011 został odznaczony Złotym Krzyżem Zasługi, za działalność rzecz rozwoju tejże uczelni. Współpracował z Uniwersytetem Warszawskim (Podyplomowe Studium Emisji Głosu UW) oraz innymi placówkami kulturalnymi. Prowadzi warsztaty z emisji głosu.
Rzadko występuje przed obiektywem. Znany z ról w dubbingu, m.in. jako Gofer, Scooby-Doo oraz Smerf Osiłek.

## Filmografia
- 2009: Baśnie i bajki polskie (głos)
- 2008: Miś Fantazy – kapitan Szkarłatnej Perły (głos, odc. 7)
- 2001: Klan – dyrektor szkoły (odc. 443)
- 1993: Siedmiomilowe trampki –
  - szef bandytów (głos),
  - różne postacie (głos)
- 1980: Dom – komendant ZMP (odc. 5)
- 1980: Ukryty w słońcu – asystent
- 1979: Wędrujący cień
- 1978: Biały mazur – Stanisław Waryński
- 1977: Polskie drogi – Zieliński (odc. 7)

## Polski dubbing
- 2024: X-Men ’97 – Mr. Sinister / Nathaniel Essex
- 2022: Człowiek-Pająk i jego niezwykli przyjaciele –
  - Kameleon (odc. 5),
  - Doktor Faustus (odc. 11)
- 2022: Królik Bugs: Nowe konstrukcje – Prosiak Porky
- 2021: Kraina smoków – Deepak
- 2020: Podróż księcia – prof. Victor Abervrach
- 2020: Czarodzieje: Opowieści z Arkadii – Vendel (odc. 5-7)
- 2020: List do króla –
  - Vokia (odc. 1),
  - starzec (odc. 4)
- 2019: Solan i Ludwik – Misja Księżyc –
  - Reodor,
  - Frederick,
  - mąż
- 2019: Słynny najazd niedźwiedzi na Sycylię – Tata Zebra
- 2019: Tajemnica pobożności – ciąg dalszy
- 2018: Królowa Śniegu: Po drugiej stronie lustra – Magik
- 2018: Klakson i spółka – Bryan
- 2018–2020: Chilling Adventures of Sabrina –
  - pan Kemper (odc. 1-3),
  - jeden z Trójcy,
  - Edward
- 2018–2019: Drużyna rycerzy – czarnoksiężnik Hogancross
- 2018–2020: Top Wing – Ptasia Akademia – Salty
- 2014: Tajemnicze Złote Miasta – Kokapetl
- 2013: Tomb Raider –
  - pilot,
  - więzień
- 2013: Zambezia – Cecil
- 2012: Nina Patalo
- 2012: Żółwik Sammy 2 – Lolek
- 2012: Wodnikowe Wzgórze –
  - kapitan Werben,
  - Pięciornik (odc. 3),
- 2012: Rozmowy nieoswojone
- 2012: Risen 2: Dark Waters – Jaffar
- 2012: The Looney Tunes Show –
  - Pete Puma,
  - wujek Daffy’ego (odc. 9),
  - pułkownik Frankenheimer (odc. 10)
- 2012: Super ninja – Eternum (odc. 12)
- 2011: Happy Feet: Tupot małych stóp 2
- 2011: Mali wszechmocni – Lucjan
- 2011: Generator Rex – Maxwell
- 2010: Opowieści z Narnii: Podróż Wędrowca do Świtu – Minotaur Tavros
- 2010: Różowa Pantera i przyjaciele
- 2010: Psy i koty: Odwet Kitty
- 2010: Superszpiedzy –
  - dyrektor Farley (odc. 10),
  - Klucky (odc. 47),
  - pracownik budowy (odc. 52)
- 2010: Miś Paddington –
  - taksówkarz (odc. 1, 4),
  - pracownik domu towarowego (odc. 1),
  - Sir Sealy Bloom (odc. 3),
  - pracownik fabryki marmolady (odc. 4),
  - pan Pennyworth (odc. 8),
  - policjant (odc. 9),
  - Chudy (odc. 11),
  - sprzedawca w sklepie turystycznym (odc. 12),
  - pan Wellington (odc. 13)
- 2010: Stich! – Chomikviel
- 2009: Kiddo – superciężarówka
- 2009–2010: Niezwykłe przypadki Flapjacka –
  - doktor Golibroda,
  - Kapitan Rąsia (odc. 7b),
  - gigantyczny bobas (11b),
  - różne role
- 2009: Atomówki rządzą! – On
- 2008: Potwory i piraci – Pedrito Espadon
- 2008: Legenda Nezha – Shegongbao
- 2008: Speed Racer
- 2008: Kacper (druga wersja dubbingu)
- 2007: Kacper: Szkoła postrachu (pierwsza wersja dubbingu) – statek
- 2007–2008: Klasa 3000 –
  - Jan,
  - trener Barnum,
  - pan Earl (odc. 1),
  - Anglik (odc. 1),
  - pan Gawn (odc. 3),
  - przedstawiciel Soul Stack Records #1 (odc. 4),
  - przewodnik w zoo (odc. 5),
  - Generał w bazie rządowej (odc. 8),
  - Producent stacji NNN (odc. 12),
  - Gunther Gobbelstadt (odc. 12),
  - Theotis „Rycząca Żaba” Suggs (odc. 13),
  - pan Nuda (odc. 14, 24),
  - Loh-Tze (odc. 14),
  - prowadzący konkursu gry na perkusji (odc. 17),
  - rolnik (odc. 17),
  - błazen (odc. 18),
  - Al (odc. 18),
  - lew #2 (odc. 20),
  - turysta #1 (odc. 22),
  - mężczyzna przy stoliku (odc. 23),
  - staruszek (odc. 26)
- 2006: Spotkanie z Jezusem (druga wersja dubbingu)
- 2006: Świąteczny bunt
- 2006: Team Galaxy – kosmiczne przygody galaktycznej drużyny
- 2006–2009: Lilo i Stich – Chomikviel
- 2006–2010: Smerfy (druga wersja dubbingu) – Osiłek
- 2006: Ali Baba (druga wersja dubbingu)
- 2006: Epoka lodowcowa 2: Odwilż – dziadek jeż
- 2006: Jak to działa?
- 2005: Mistrzowie golfa
- 2005–2006: Super Robot Monkey Team Hyperforce Go! –
  - Super Kwazer,
  - Mandaryn (I–III sezony)
- 2005: Rodzina Addamsów: Zjazd rodzinny
- 2005: Podwójne życie Jagody Lee – Mentor
- 2005: A.T.O.M. Alpha Teens On Machines – Silas Green (odc. 5)
- 2005: Szeregowiec Dolot
- 2005: Kruche jak lód: Walka o złoto
- 2005: Małgosia i buciki –
  - Maciek Yeti (odc. 3a),
  - Charlie (odc. 4a),
  - Ojiisan (odc. 6a),
  - Borys (odc. 8b),
  - weterynarz (odc. 9a)
- 2004: Ekspres polarny
- 2004: Transformerzy: Wojna o Energon –
  - Bruticus Maximus,
  - Alpha-Q
- 2004–2005: Gadżet i Gadżetinis – Fidgit
- 2004: Harry Potter i więzień Azkabanu – sir Cadogan (usunięte sceny)
- 2003: Kaena: Zagłada światów – Gommy
- 2003–2005: Medabots – Pan Sędzia
- 2002: Arka Yogiego – Wally Gator
- 2002: Planeta skarbów
- 2002: Barbie jako Roszpunka –
  - Chudy,
  - Strażnik #3
- 2002: Hamtaro – wielkie przygody małych chomików – Siemano
- 2002: Szkarłatny kwiat (trzecia wersja dubbingu) – Stiepan Timofiejewicz
- 2002: Królewna żabka (druga wersja dubbingu) –
  - Kościej Nieśmiertelny,
  - Dziad Konrad,
  - kruk,
  - szczupak
- 2002: Złota antylopa (druga wersja dubbingu) –  sługa radży
- 2002: Wszystkie drogi prowadzą do bajki –
  - kruk,
  - puchacz,
  - komentator
- 2002: Bracia Lu – strażnik
- 2002: Gdy na choinkach zapalają się ognie – wilk
- 2002: Opowieść o polnych kurkach – dzięcioł
- 2002: Wyrwidąb
- 2002: Czarodziejski dzwoneczek
- 2002: Sarmiko
- 2002: Na wysokiej górze
- 2002: Szara szyjka – lis
- 2002: W leśnej gęstwinie
- 2002: Cudowny młyn –
  - car Andros,
  - niedźwiadek
- 2002: Gęsi Baby-Jagi
- 2002: Czarodziejski skarb – sędzia
- 2002: Serce śmiałka –
  - orzeł,
  - Błotny Król Boko
- 2002: Niedźwiedź Dreptak i jego wnuczek
- 2002: Skarb jeżyka – jeżyk
- 2002: Opowieść z tajgi – dzięcioł
- 2002: Słomiany byczek – zajączek
- 2002: O dzielnej Oleńce i jej braciszku
- 2002: Opowieść starego dębu
- 2002: Żółty bocian –
  - Wesoły Wędrowiec Mi (śpiew)
  - mistrz herbaty (dialogi),
  - stary Chińczyk
- 2002: Farbowany lis
- 2002: Jeleń i wilk – jeleń
- 2002: Lew i zając – wąż
- 2001: Przygody Olivera Twista
- 2001: Giants: Obywatel Kabuto –
  - Baz,
  - Dziadziunio Burszuras
- 2001: Balto –
  - Kaltag,
  - Muk,
  - Luk
- 2001: Filiputki
- 2000: Wielka ucieczka Misia Yogi – Wally Gator
- 2000: Incredible Hulk
- 1999: Byli sobie odkrywcy – Tekle Hajmanot II (odc. 15)
- 1999: Yabba Dabba Do! (druga wersja dubbingu)
- 1999: Gwiezdne wojny: część I – Mroczne widmo – Jar Jar Binks
- 1999–2006: Atomówki – On
- 1999–2002: Mapeciątka (druga wersja dubbingu) – Zwierzak
- 1999: Przygody Pytalskich – Ptak Kwak
- 1998: Patrol Jin Jina
- 1998–2000: Krowa i Kurczak –
  - strażnik więzienny (odc. 1a),
  - kasjer (odc. 21a),
  - doktor z drużyny zwycięzców sprzed roku (odc. 24a),
  - Slappy McCracken (odc. 24b),
  - mieszkaniec Mozzarelli #2 (odc. 24b),
  - klapser (odc. 25a)
- 1998–1999: Flintstonowie (trzecia wersja dubbingu)
- 1998–1999: Kot Ik! – Tom
- 1998: Spider-Man (druga wersja dubbingu) – Carnage / Cletus Kassidy
- 1998: Timon i Pumba –
  - Nobi (odc. 2b),
  - Erwin (odc. 7b, 42a),
  - strusiątko (odc. 20b),
  - zebra (odc. 21a),
  - gofer (odc. 29b, 33b),
  - bóbr (odc. 35a, 46b)
- 1998: Eerie, Indiana
- 1998: Teknoman
- 1998–1999: X-Men –
  - Mr. Sinister / Nathaniel Essex,
  - dr Cornelius (odc. 18),
  - Bóg Słońca Garokk (odc. 37-38),
  - Joe MacTaggert (odc. 47-48)
- 1998: Eskadra Orła – Złogniew / Szczęściarz
- 1998: Pinokio –
  - nauczyciel (odc. 5, 8),
  - jeden z mężczyzn chcących kupić Pinokia (odc. 13),
  - pan Bagman, tata Franca (odc. 14),
  - pan Giuseppe (odc. 16)
  - sługa Pinokia (odc. 18),
  - dworzanin (odc. 18),
  - wieśniak z pochodnią #1 (odc. 18),
  - wieśniak z pochodnią #4 (odc. 18),
  - Szczurek (odc. 19, 30, 36),
  - jeden z widzów na królewskim placu (odc. 19),
  - doktor Diffenbaker (odc. 19),
  - publiczność Ogniojada (odc. 30),
  - właściciel stodoły (odc. 30)
- 1997: Kosmiczne wojny – Rattrap
- 1997: Zakochany kundel (druga wersja dubbingu) – bóbr
- 1997: Amerykańska opowieść (pierwsza wersja dubbingu)
- 1997: Byli sobie odkrywcy (pierwsza wersja dubbingu) – Car Piotr I Wielki (odc. 13)
- 1997: Strażnik pierwszej damy –
  - Jimmy,
  - porywacz
- 1996: Młoda Pocahontas – 
  - kapitan Smith,
  - jeden z Indian
- 1996: Dinusie – Dak (część odcinków)
- 1996: Goofy na wakacjach – Lester Robot
- 1996–1998: Maska –
  - Skillit,
  - Człowiek-Ryba / Eddie (odc. 11, 15),
  - Chuck (odc. 12)
- 1995–1998: ReBoot – Hack
- 1995–1996: Aladyn –
  - Mechanikles,
  - Nefir Hasenuf,
  - Dominus Tusk (odc. 17),
  - Sydney (odc. 57)
- 1995–1998: Spider-Man (pierwsza wersja dubbingu) –
  - Zielony Goblin / Norman Osborn,
  - Skorpion / Mac Gargan,
  - Tombstone / Lonnie Lincoln,
  - Dr Doom (odc. 63-64)
- 1995–1997: Przygody Animków –
  - Królik Bugs (odc. 19-29),
  - drużyna Kujonów (odc. 20),
  - jeleń z Perfekcyjnych Żaków (odc. 20),
  - Narrator (odc. 23, 29),
  - Flavio (odc. 25),
  - Dustin Hoffman (odc. 25),
  - John Face (odc. 25),
  - Archibald (odc. 25),
  - Jack Nicholson (odc. 25),
  - kurczak (odc. 25),
  - Arnold Schwarzenegger (odc. 25),
  - wściekli klienci (odc. 25),
  - Znak Zapytania (odc. 29),
  - Pluskwiak (odc. 32),
  - pingwin (odc. 39),
  - Diabeł Tasmański (odc. 40-41, 45),
  - Ted (odc. 41),
  - przewodnik (odc. 42),
  - reżyser (odc. 44),
  - Żółw Ninja (odc. 60),
  - pan Duff (odc. 77, 87),
  - jeden z członków Klubu Podróżników (odc. 84),
  - komandor (odc. 84)
- 1994–1995: Babar – Bazyl
- 1994: Super Baloo (pierwsza wersja dubbingu) –
  - profesor Krachpochkin,
  - Pan Liskal
- 1993: Aladyn –
  - Farouk,
  - kupiec od naczyń
- 1993: Tom i Jerry – Ale kino (pierwsza wersja dubbingu) –
  - wysoki hycel,
  - jeden z ulicznych kocurów,
  - policjant,
  - tragarz
- 1993–1995: Muminki – Bobek
- 1992: Diplodo – Plaster
- 1992–1993: Gumisie –
  - Rudzielec (odc. 17),
  - Szczurołap (pierwsza wersja dubbingu odc. 33a)
- 1992: Wesoła siódemka –
  - robot Harmie (odc. 2b)
  - sędzia w konkursie wynalazców (odc. 2b)
  - Sammy Wąż (odc. 3a)
  - Steve (odc. 3b)
  - asystent Gary (odc. 3b)
- 1991–1992: Denver, ostatni dinozaur – Chet (odc. 40)
- 1991–1992: Dommel –
  - Dommel,
  - prowadzący wyścigu motocrossowego (odc. 13),
  - uczestnicy wyścigu motocrossowego (odc. 13),
  - awanturujący się sąsiad (odc. 24),
  - Tom (odc. 47)
- 1991–1994: Chip i Dale: Brygada RR –
  - pies w latającej budzie (odc. 3),
  - milioner (odc. 3),
  - jeden z piratów (odc. 4),
  - uczestnik zespołu Żelazna Gęś (odc. 9),
  - jeden z członków zespołu Żelazna Gęś (odc. 9),
  - zapowiadacz (odc. 9),
  - drugi z kosmitów zmieniających kształt (odc. 12),
  - przemytnik dostarczający lampę (odc. 14),
  - orka Nemo (odc. 29),
  - Szczur Kapone (odc. 32),
  - szczur Francis (odc. 35),
  - Pat, wąż z bandy Wini Fredy (odc. 46),
  - kot Jack (odc. 58),
  - pilot samolotu (odc. 58),
  - marynarz (odc. 59),
  - pies strażnik (odc. 59),
  - przemawiający na zjeździe mleczarzy (odc. 63)
- 1991–1993: Kacze opowieści (pierwsza wersja dubbingu) –
  - Diodak,
  - dyspozytor lotów (odc. 3),
  - strażak (odc. 6),
  - mechanik (odc. 6),
  - Misio Be (odc. 9),
  - Fargo (odc. 14),
  - ojciec Śmigacza (odc. 16),
  - Kapitan Pędziwiatr (odc. 17),
  - Pan Wilko / Wilkokwak (odc. 32),
  - mężczyzna w tłumie przed skarbcem (odc. 32),
  - Morszczak (odc. 37),
  - Czarny Rycerz (odc. 48),
  - Diuk Dager (odc. 47),
  - jeden z ludzi Diuka Dagera (odc. 47),
  - jeden z kosmitów, którzy ukradli kryształ nadający wszelkie talenty (odc. 53),
  - strażnik więzienny (odc. 57),
  - Podstępny Dan (odc. 58),
  - płk Beauregard DuBark (odc. 60),
  - jeden z żołnierzy gen. Rhubarba McKwaka (odc. 60),
  - dyrektor Bóbr, kierownik w fabryce deskorolek McKwacza (odc. 94),
  - lekarz w serialu Santa Kwakara (odc. 97)
- 1990: Bajarz –
  - diabeł pilnujący wrót piekła (odc. 1),
  - McKay (odc. 2),
  - żebrak (odc. 4)
- 1989: Pies Huckleberry (pierwsza wersja dubbingu) – termit (odc. 22)
- 1988–1990: Wally Gator – Wally Gator
- 1988–1990: Kot Tip-Top (pierwsza wersja dubbingu) –
  - fałszerz pieniędzy (odc. 1),
  - jeden z pasażerów statku Aloha Hooey (odc. 1),
  - właściciel hotelu (odc. 2)
- 1988: Miś Yogi (pierwsza wersja dubbingu) – Miś Yogi
- 1987–1998: Smerfy (pierwsza wersja dubbingu) – Osiłek
- 1985: Krzyż i sztylet –
  - diler narkotyków,
  - policjant
- 1985: Wodne dzieci –
  - mors Cyryl,
  - wydra w meloniku,
  - szczur wodny
- 1984: D’Artagnan i trzej muszkieterowie (pierwsza wersja dubbingu) – Pim
- 1982: Pszczółka Maja

### Filmy i seriale zKubusiem Puchatkiem– Gofer
- 1992–1993: Nowe przygody Kubusia Puchatka oraz jako
  - Hiena (odc. 5)
- 1995: Gwiazdka z Kubusiem Puchatkiem
- 1997: Przygody Kubusia Puchatka
- 2002: Zabawa z Kubusiem Puchatkiem: Puchatkowe przyjęcie
- 2004: Kubusiowe przedszkole
- 2005: Kubuś Puchatek: Czas prezentów
- 2005: Czarodziejski świat Kubusia: Rośniemy z Kubusiem
- 2005: Urodzinowe przygody Kubusia
- 2011: Kubusiowe przygódki

### Filmy i seriale zeScooby Doo–Scooby Doo
- 1998: Scooby i Scrappy Doo (druga wersja dubbingowa) oraz jako
  - oficer policji #2 (odc. 2),
  - policjant Scotland Yardu (odc. 3),
  - policjant (odc. 5),
  - japoński policjant (odc. 7),
  - strażnik (odc. 8),
  - narciarz #1 (odc. 13),
  - strażnik (odc. 14),
  - właściciel osła (odc. 15),
  - kapitan jachtu (odc. 15)
- 1998: Scooby i Scrappy Doo oraz jako
  - klapsiarz (odc. 2b)
- 1998: Scooby Doo, gdzie jesteś? oraz jako
  - pracownik muzeum (odc. 1),
  - szeryf (odc. 1),
  - rybak Shark (odc. 2),
  - duch pirata Velasqueza / Merlin Wspaniały (odc. 3),
  - Poszukiwacz złota Morel / Hank (odc. 4),
  - duch Geronima (odc. 5),
  - kukiełka Johnny (odc. 9),
  - policjant (odc. 9),
  - karzeł Maksio (odc. 10),
  - Fu Lung Chi (odc. 17),
  - właściciel chińskiej pralni (odc. 19),
  - Asa Shanks (odc. 22),
  - tubylec (odc. 23)
- 1998: 13 demonów Scooby Doo
- 1998: Scooby Doo
- 1998: Scooby Doo na Wyspie Zombie
- 1999: Scooby Doo podbija Hollywood
- 2000: Scooby Doo i duch czarownicy
- 2000: Scooby Doo i bracia Boo
- 2000: Scooby-Doo i oporny wilkołak
- 2002: Szczeniak zwany Scooby Doo
- 2002: Nowy Scooby Doo
- 2002: Scooby Doo: Szkoła upiorów
- 2002: Scooby Doo i najeźdźcy z kosmosu
- 2002: Scooby Doo i cyberpościg
- 2003–2006: Co nowego u Scooby’ego?
- 2003: Scooby Doo i legenda wampira
- 2003: Scooby Doo i meksykański potwór
- 2004ː Looney Tunes znowu w akcji oraz jako
  - Junior Miś,
  - klapsiarz
- 2004: Scooby-Doo 2: Potwory na gigancie
- 2004: Scooby Doo i potwór z Loch Ness
- 2005: Scooby Doo i baśnie z tysiąca i jednej nocy
- 2005: Aloha, Scooby Doo
- 2006: Scooby Doo na tropie Mumii
- 2006: Scooby Doo!: Ahoj piraci!
- 2007–2010: Kudłaty i Scooby Doo na tropie
- 2007: Scooby Doo i śnieżny stwór
- 2008: Scooby Doo i król goblinów
- 2009: Scooby Doo i miecz samuraja
- 2009: Scooby-Doo: Strachy i patałachy
- 2010: Scooby Doo: Abrakadabra-Doo
- 2010: Scooby Doo: Wakacje z duchami
- 2011: Batman: Odważni i bezwzględni (odc. 51)
- 2011–2014: Scooby Doo i Brygada Detektywów
- 2011: Scooby-Doo: Klątwa potwora z głębin jeziora
- 2011: Scooby Doo: Epoka Pantozaura
- 2012: Scooby Doo: Pogromcy wampirów
- 2012–2015: Nowy Scooby i Scrappy Doo
- 2012–2015: Nowe przygody Scooby’ego
- 2012: Scooby Doo: Wielka draka wilkołaka
- 2013: Scooby Doo: Maska Błękitnego Sokoła
- 2013: Scooby-Doo! Wyprawa po mapę skarbów
- 2013: Scooby Doo: Upiór w operze
- 2013: Scooby Doo i upiorny strach na wróble (pierwsza wersja dubbingowa)
- 2014: Scooby Doo: WrestleMania – Tajemnica ringu
- 2014: Scooby-Doo! Frankenstrachy
- 2015: Scooby-Doo!: Pora księżycowego potwora
- 2015: Scooby Doo i plażowy potwór (pierwsza wersja dubbingowa)
- 2015: Scooby-Doo i Kiss: Straszenie na scenie
- 2015–2017: Wyluzuj, Scooby Doo!
- 2016: Scooby Doo i Czarny Rycerz
- 2016: Lego Scooby-Doo: Nawiedzone Hollywood
- 2016: Scooby-Doo! i WWE: Potworny wyścig
- 2017: Scooby Doo: Mechaniczny pies (pierwsza wersja dubbingowa)
- 2017: Scooby-Doo! Na Dzikim Zachodzie
- 2017 Scooby Doo i upiorny strach na wróble (druga wersja dubbingowa)
- 2017: Lego Scooby-Doo! Klątwa piratów
- 2018: Scooby-Doo! i Batman: Odważniaki i straszaki
- 2018: Scooby Doo i plażowy potwór (pierwsza wersja dubbingowa)
- 2018: Scooby-Doo! spotyka ducha łasucha
- 2019: Scooby Doo: Mechaniczny pies (druga wersja dubbingowa)
- 2019: Scooby Doo i upiorny strach na wróble (trzecia wersja dubbingowa)
- 2019: Scooby Doo i plażowy potwór (pierwsza wersja dubbingowa)
- 2019: Scooby Doo: Upiorna gwiazdka
- 2019: Scooby Doo: Koszmarne bramki (pierwsza wersja dubbingowa)
- 2019: Scooby Doo: Upiorne igrzyska
- 2019: Scooby-Doo! i klątwa trzynastego ducha
- 2019: Scooby Doo: Koszmarne bramki (druga wersja dubbingowa)
- 2019: Scooby-Doo! Powrót na Wyspę Zombie
- 2019–nadal: Scooby Doo i… zgadnij kto?
- 2020: Scooby-Doo!
- 2020: Scooby-Doo! Wesołego Halloween
- 2021: Scooby-Doo! i legenda miecza
- 2022: Scooby-Doo! Cukierek albo psikus
- 2023: Scooby-Doo i Superpies!